# شهرستان دیویدسن (کارولینای شمالی)
شهرستان دیویدسن، کارولینای شمالی (به انگلیسی: Davidson County, North Carolina) یک سکونتگاه مسکونی در ایالات متحده آمریکا است که در کارولینای شمالی واقع شده‌است.

## خصوصیات
شهرستان دیویدسن ۱٬۴۶۸٫۵۳ کیلومترمربع مساحت دارد.